# Pô (Burkina Faso)
Pour les articles homonymes, voir Po.
Pô est une ville, chef-lieu du département et la commune urbaine de Pô et de la province du Nahouri dans la région Centre-Sud au Burkina Faso, près de la frontière avec le Ghana. C'est le pays des Kasséna, une population proche des Gourounsi. Lors du recensement général de la population et de l'habitation de 2006, la ville comptait 51 552 habitants.

## Géographie

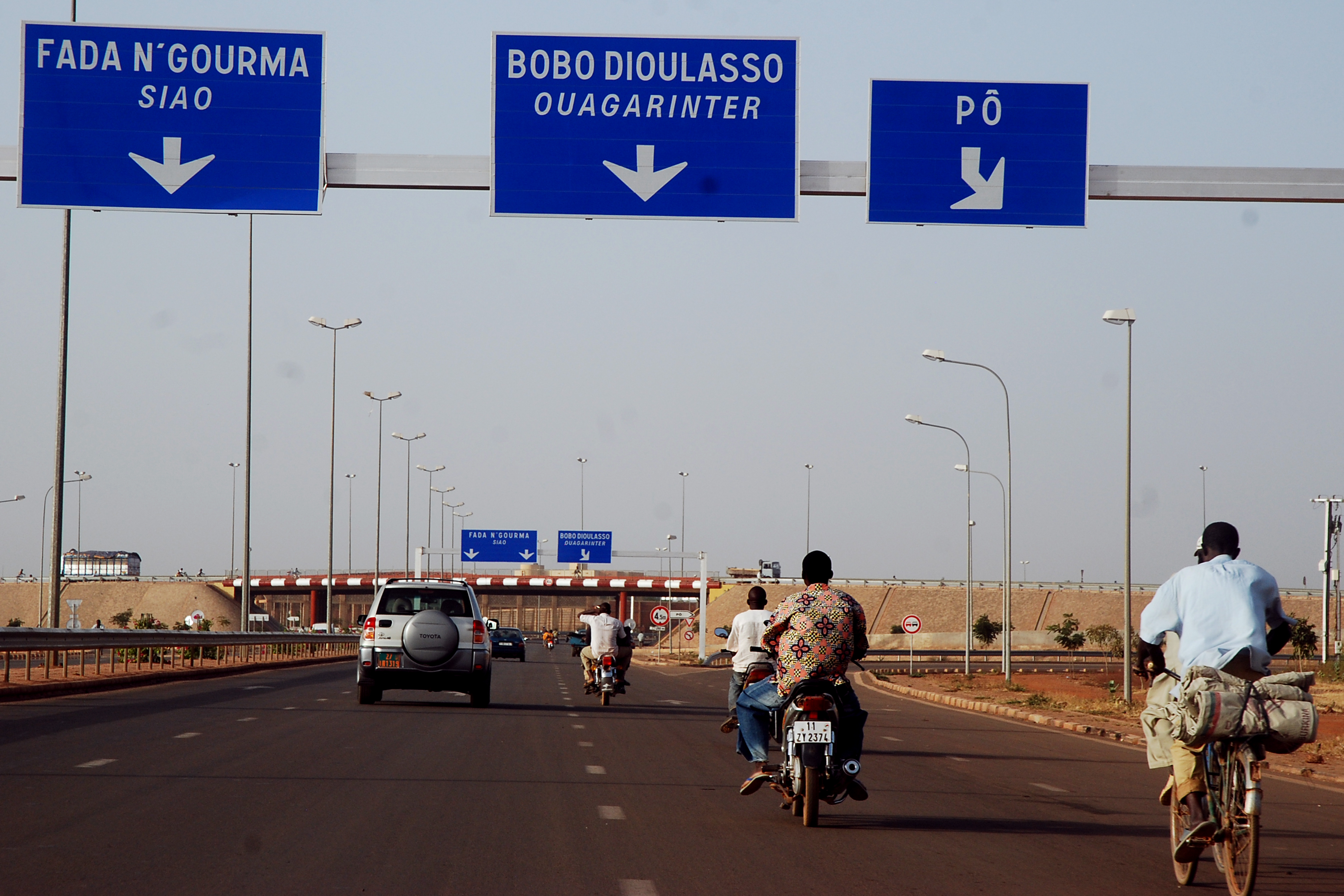
Sortie de Ouagadougou en direction de Pô.

La ville de Pô est traversée par la route nationale 5 reliant la capitale Ouagadougou au Sud du pays et à la frontière avec le Ghana. C'est la dernière grande ville avant la frontière située à une douzaine de kilomètres au Sud.
La ville est divisée en 2006 en six secteurs :
- Secteur 1, 2 648 habitants
- Secteur 2, 2 004 habitants
- Secteur 3, 3 095 habitants
- Secteur 4, 3 913 habitants
- Secteur 5, 5 056 habitants
- Secteur 6, 7 604 habitants

## Histoire
La ville de Pô aurait été fondée vers 1500 par les populations gourounsi arrivées dans la région dès le Xe siècle en provenance du Tchad[réf. nécessaire].
Pô, est une ville symbolique pour le président Blaise Compaoré qui a dirigé son centre national d'entraînement et de commandement. C'est de cette ville que capitaine, il est parti en 1983 avec ses commandos pour renverser Jean-Baptiste Ouédraogo et installer au pouvoir son ami et compagnon d'armes, Thomas Sankara. C'est en outre la ville de naissance de ce dernier.
Le 17 avril 2011, dans la nuit, le mouvement de mutinerie des soldats gagne la garnison de Pô où des pillages ont eu lieu, faisant deux blessés,.

## Administration
Elle est le chef-lieu du département du même nom et la capitale de la province Nahouri.

## Économie

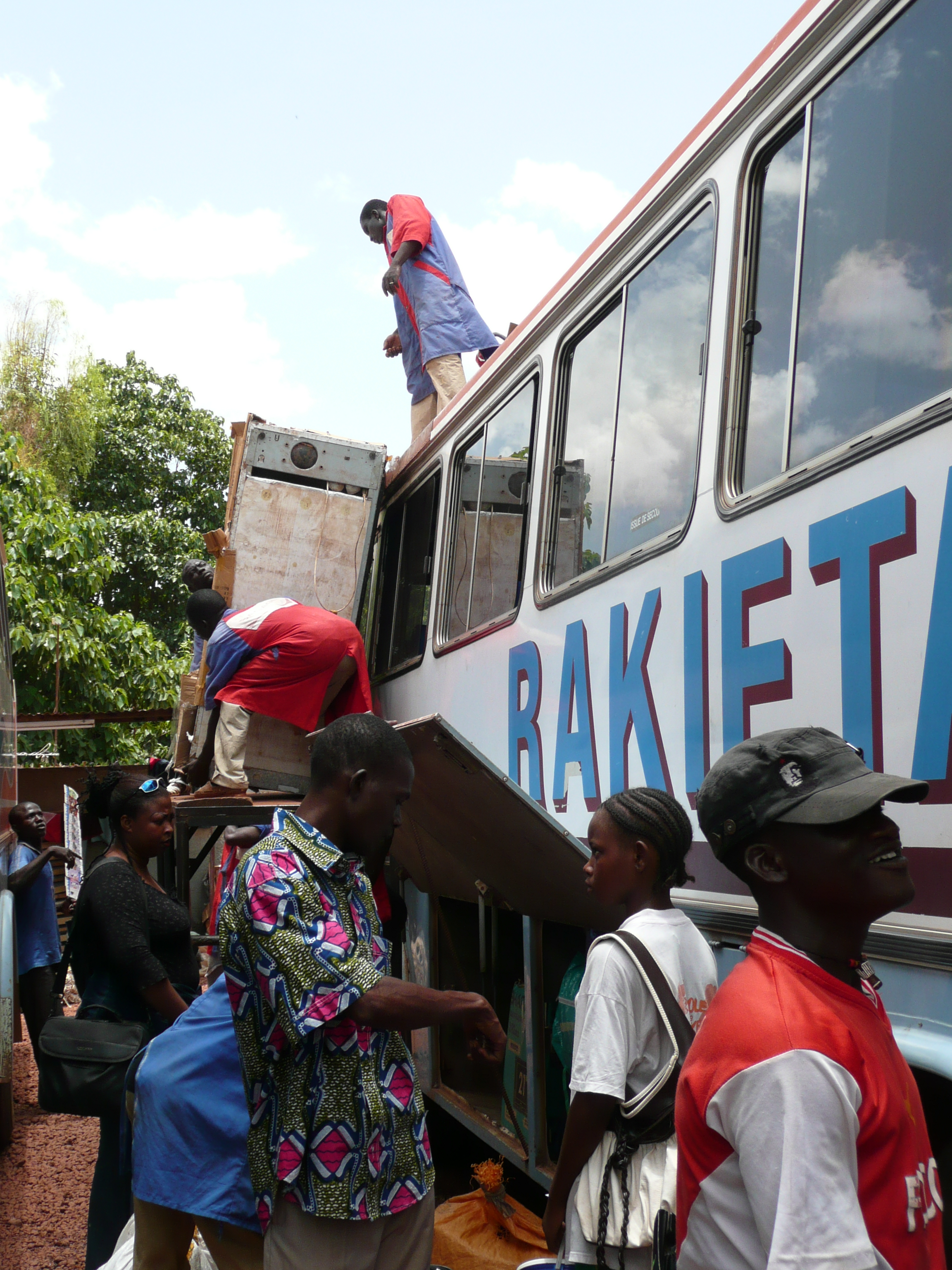
Bus sur la ligne Ouagadougou-Pô-Ghana en 2008

Située sur un axe routier important reliant la capitale Ouagadougou au Ghana, cette ville a connu un essor important lors de la crise ivoirienne grâce au transport de marchandises.
Le tourisme s'y développe car Pô constitue la porte d'entrée pour accéder au parc national Kaboré-Tambi, au ranch de Nazinga et au pays gourounsi.
L'Académie militaire Georges-Namoano est basée à Pô.

## Santé et éducation
Pô accueille le centre médical avec antenne chirurgicale (CMA) du département ainsi que deux centres de santé et de promotion sociale (CSPS).
L'enseignement primaire a Pô est fourni par plusieurs écoles primaires de quartier, tandis que la ville héberge le lycée provincial de Pô, l'École Philadelphie, le Centre de formation Arts et Métiers PK-Victor, ainsi que le Centre socio-éducatif El-Rayane.

## Culture et patrimoine

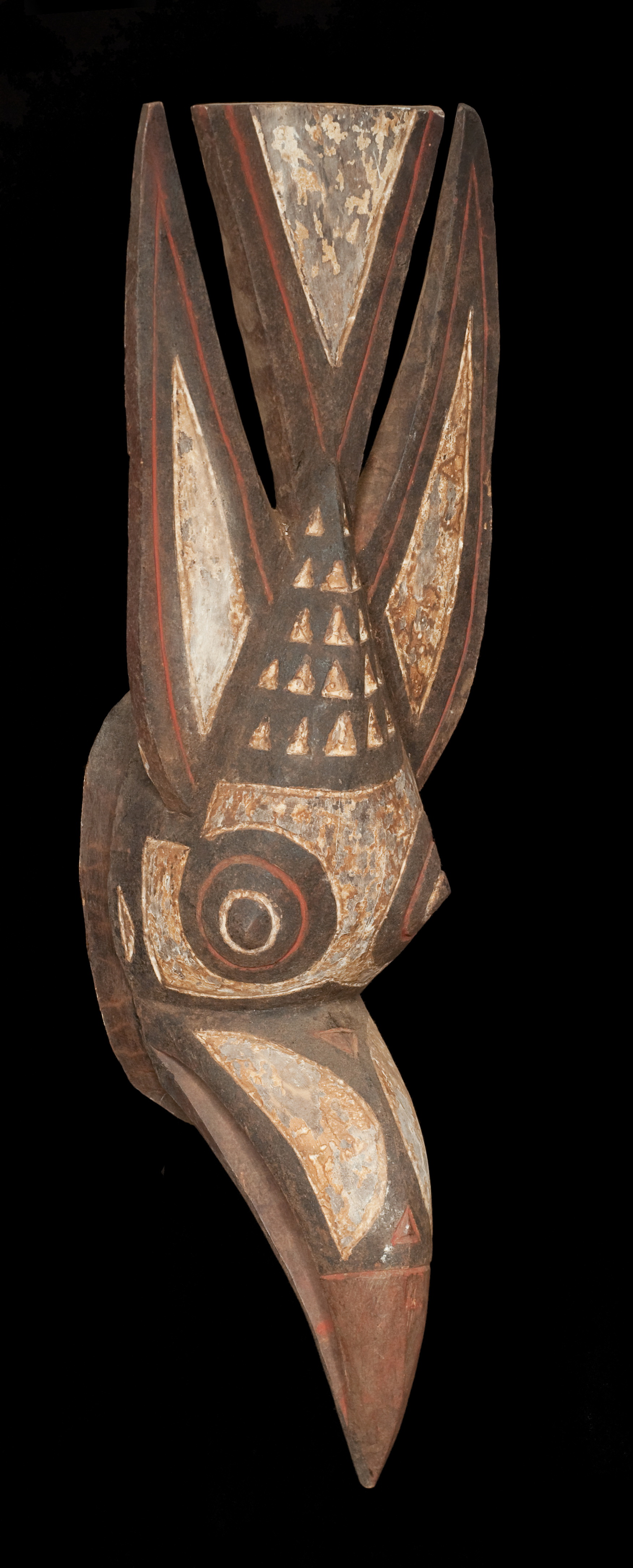
Masque gourounsi